# Karl von Fleischhauer

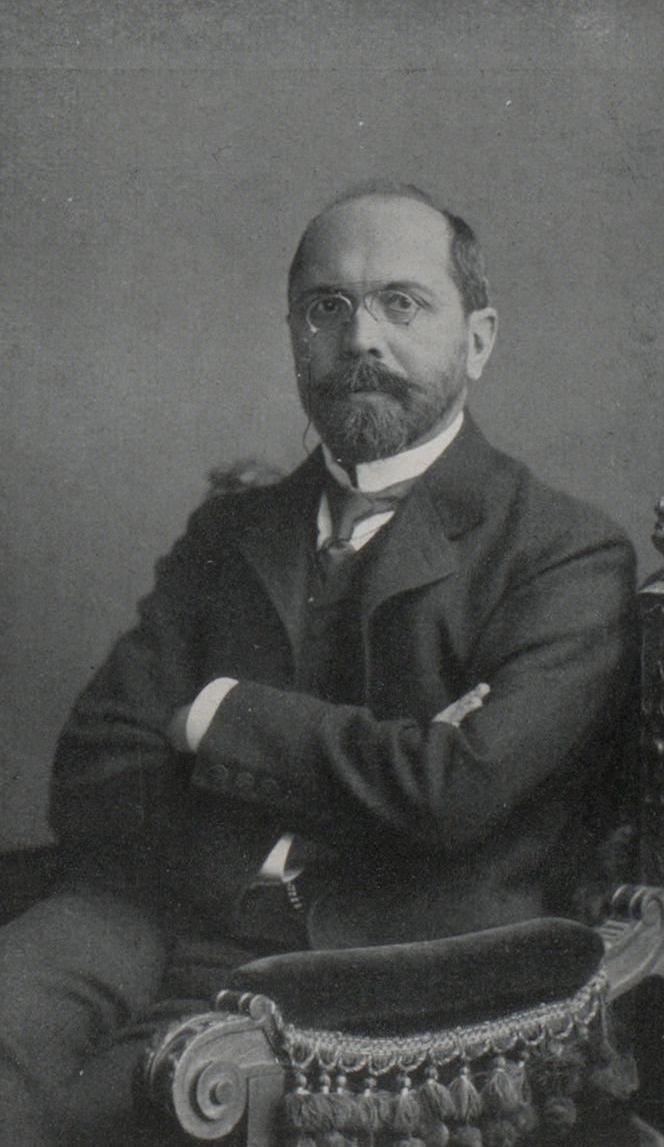
Karl von Fleischhauer

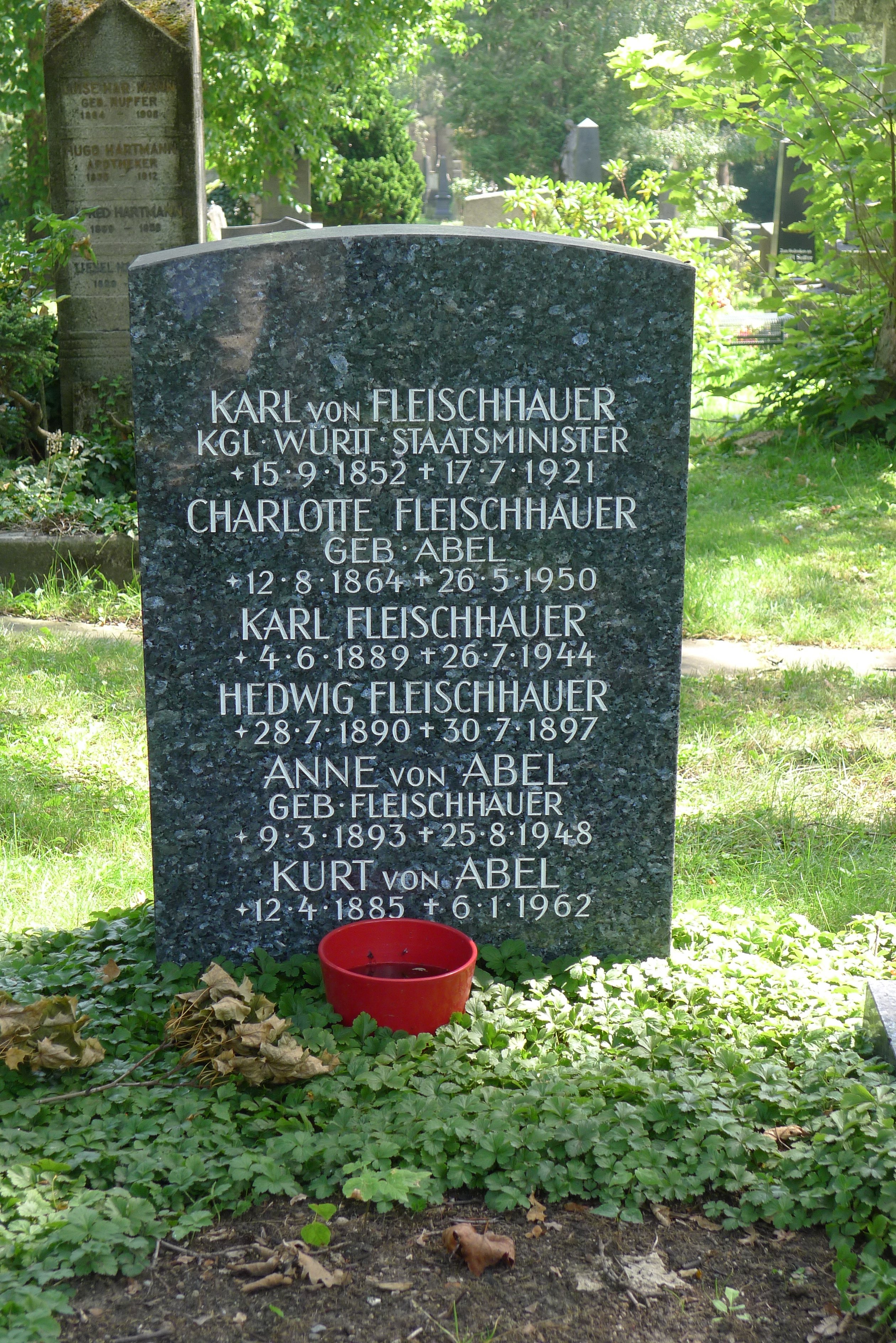
Grabstein von Karl von Fleischhauer auf dem Stuttgarter Pragfriedhof

Karl Fleischhauer, seit 1891 von Fleischhauer, (* 15. September 1852 in Stuttgart; † 17. Juli 1921 ebenda) war ein Jurist, Staatsbeamter sowie Kult- und Innenminister des Königreichs Württemberg. 

## Herkunft
Karl von Fleischhauer wurde als Sohn des württembergischen Staatsbeamten Heinrich von Fleischhauer (* 1809; † 1884) geboren, der vortragender Rat und später Ministerialdirektor im Ministerium des Innern war. Fleischhauers Mutter Karoline Friederike (* 1817; † 1884) war die Tochter des Oberkonsistorialrats Karl Christian Gaupp.
Die Vorfahren Fleischhauers betätigten sich als Buchdrucker. Der aus Hessen stammende Justus Valentinus Fleischhauer († 1687) ließ sich 1665 in Schmalkalden nieder, das zu der Zeit Bestandteil der Landgrafschaft Hessen-Kassel war. Dort eröffnete er eine Buchdruckerei. Dessen Enkel Johann Justus Fleischhauer (* 1675; † 1709) zog 1699 in die Reichsstadt Reutlingen, um dort ebenfalls eine Buchdruckerei zu betreiben. Er erwarb das Reutlinger Bürgerrecht und begründete die Reutlinger Zweige der Familie. Sein Enkel Johann Georg Fleischhauer (* 1737; † 1815) war der letzte Bürgermeister der Reichsstadt und Urgroßvater des späteren württembergischen Kult- und Innenministers Karl von Fleischhauer.

## Werdegang
Karl Fleischhauer besuchte das Eberhard-Ludwigs-Gymnasium Stuttgart und studierte nach dem Abitur Rechte und Staatswissenschaften an den Universitäten in Tübingen, Leipzig und Heidelberg. 1870 wurde er Mitglied der burschenschaftlichen Verbindung Normannia Tübingen. Von 1872 bis 1873 leistete er ein militärisches Dienstjahr als Offiziersanwärter. Nach der höheren juristischen Staatsprüfung trat Fleischhauer 1877 in den württembergischen Verwaltungsdienst. 1877 zunächst Amtmann in Weinsberg, war er von 1878 bis 1882 Regierungsassessor bei der Kreisregierung in Ludwigsburg, seit 1881 mit dem Rang eines Regierungsrats. Ab 1882 begann seine Tätigkeit im Ministerium des Inneren als Ministerialassessor. 1890 wurde er zum Oberregierungsrat befördert, 1895 zum Ministerialdirektor und am 9. November 1900 zum Wirklichen Staatsrat und Mitglied des Geheimen Rats.
In seiner Zeit als vortragender Rat und Ministerialdirektor behandelte Fleischhauer Fragen des Staats- und Gemeindebürgerrechts. Eine ganze Reihe von Gesetzentwürfen hat er selbst verfasst, so zum Beispiel das Gesetz vom 2. Juli 1889, mit dem die vier Kreislandarmenverbände ins Leben gerufen wurden, die Verwaltungsnovelle vom 21. Mai 1891 zur Neuregelung der Gemeindeverwaltung und die Gesetze über die Pensionsrechte der Körperschaftsbeamten. Auch am Ausführungsgesetz zum Bürgerlichen Gesetzbuch hat Fleischhauer mitgewirkt. Ebenso wurden die Entwürfe des Justizministers Wilhelm August von Breitling über die neue Landesverfassung von 1806 und das Wahlgesetz von Fleischhauer verfasst.
Während dieser Zeit bekleidete Fleischhauer auch einige Nebenämter. Sechs Jahre lang leitete er die Landesgestütskommission. Außerdem war er von 1890 bis 1906 Mitglied der Zentralleitung des Wohltätigkeitsvereins in Württemberg.

## Politik
Am 27. Juni 1906 wurde Fleischhauer als Staatsminister für das Kirchen- und Schulwesen Mitglied der Regierung Breitling. Auch der von König Wilhelm II. am 4. Dezember 1906 neu gebildeten Regierung Weizsäcker gehörte er in dieser Funktion weiterhin an. Fleischhauer brachte nun einige Reformen zuwege. Dazu zählte zum Beispiel die Einbeziehung der Volksschullehrer und Geistlichen in die allgemeine Gehaltsordnung. Als seine Hauptaufgabe sah er die Wiederaufnahme der Volksschulreform an, die 1904 unter seinem Amtsvorgänger Karl von Weizsäcker am Widerstand des Zentrums und der katholischen Standesherren gescheitert war. Die fortschrittlichen Kräfte im Landtag sowie die Lehrerschaft hatten die Bildung von staatlich kontrollierten Simultanschulen gefordert, die an die Stelle der konfessionell ausgerichteten Volksschulen unter der Aufsicht der Kirchen treten sollten. Fleischhauer regelte nun die Schulaufsicht sowohl auf Bezirks- als auch auf Ortsebene weitgehend staatlich und beließ lediglich den Religionsunterricht unter kirchlicher Kontrolle. An die Stelle des Ortsgeistlichen trat ein Rektor als Leiter der größeren Volksschulen. Die Rektoren wurden hauptamtlichen Bezirksschulaufsehern unterstellt und die Oberschulbehörden von den Oberkirchenbehörden getrennt. Auch die Lehrerausbildung wurde neu geregelt und auf sechs Jahre verlängert. Dazu wurden neue Lehrpläne und Lehrerseminare in Heilbronn und Rottweil errichtet. Die beamtenrechtliche Grundlage für die Lehrer regelte nun das Gesetz vom 10. Juli 1812. Ein weiteres Gesetz betraf die Regelung der Gewerbe- und Handelsschulen, welches Fleischhauer durch den Landtag brachte. Die Landesuniversität in Tübingen erhielt eine neue Verfassung sowie neue Gebäude für die Frauenklinik und die Universitätsbibliothek. Für die technische Hochschule in Stuttgart erreichte Fleischhauer auf der Grundlage der Oberhofer Beschlüsse die Neuordnung der Diplomprüfung. Er genehmigte eine neue Professur für Flugzeugtechnik und veranlasste den Neubau des Physikalischen Instituts.
Am 21. Dezember 1912 übertrug König Wilhelm II. dem verdienten Kultminister die Leitung des Ministeriums des Innern. Die Umbildung des Kabinetts erfolgte im Zusammenhang mit dem Bekanntwerden der Ergebnisse der Landtagswahl. Noch vor Ausbruch des Ersten Weltkriegs konnte Fleischhauer drei Gesetzentwürfe seines Amtsvorgängers Johann von Pischek durch den Landtag bringen. Es waren dies das Lichtspielgesetz, eine Novelle zum Körperschaftspensionsgesetz und das Unfallfürsorgegesetz für Körperschaftsbeamte. Gesetzentwürfe für eine Brandversicherung und eine neue Wegeordnung fielen dagegen dem Krieg zum Opfer. Auch die geplante Neuorganisation der Verwaltung nebst der Aufhebung der vier Kreisregierungen wurde erst nach dem Krieg von der Regierung Hieber im Volksstaat Württemberg wieder aufgegriffen.
Der Beginn des Kriegs stellte völlig neue Anforderungen an die Landesregierung. Die noch notwendigen Bauarbeiten zur Landeswasserversorgung wurden zum Abschluss gebracht. Eine bereits im Sommer 1914 gegründete Kriegskreditbank sorgte für die Bedürfnisse mittlerer und kleinerer Gewerbetreibender. Auf Anregung und unter Leitung des Innenministers wurden Beihilfen für die Familien der Soldaten sowie für versehrte Kriegsheimkehrer gebildet. Fleischhauer übernahm den Vorsitz des württembergischen Ausschusses der Nationalstiftung zur Unterstützung von Witwen und Waisen der Gefallenen. Ein immer schwierigeres Unterfangen stellte die Ernährungslage der Bevölkerung dar. Wegen des Übermaßes seiner verantwortungsvollen Tätigkeiten traten mit zunehmender Dauer des Kriegs Gesundheitsstörungen auf, die Fleischhauer dazu bewogen, im Februar 1918 um Versetzung in den Ruhestand nachzusuchen. König Wilhelm wollte Fleischhauer jedoch weiterhin in der Regierung wissen und konnte ihn schließlich dafür gewinnen, am 20. März wieder die Leitung des Kultministeriums zu übernehmen. Am 9. November 1918, inmitten der Novemberrevolution, trat er von allen seinen Staatsämtern zurück.
Seinen Ruhestand nutzte er für gemeinnützige Tätigkeiten. Er wurde Vorsitzender der Kaiser-Wilhelm-Stiftung für deutsche Invaliden, des württembergischen Landeswohnungsvereins und von 1919 bis 1920 des Verwaltungsrats der Karl-Olga-Stiftung. Ohne große öffentliche Sichtbarkeit unterstützte er die sich bildende konservative Bürgerpartei.

## Privatleben
Karl von Fleischhauer war evangelisch und war verheiratet mit Emilie Mathilde Charlotte Abel (1864–1950), der Tochter des Ludwigsburger Oberbürgermeisters Heinrich von Abel. Aus der am 3. Mai 1884 in Ludwigsburg geschlossenen Ehe gingen drei Kinder hervor.

## Ehrungen
- 1891 Ehrenritterkreuz des Ordens der Württembergischen Krone, welches mit dem persönlichen Adelstitel verbunden war[2]
- Großkreuz des Ordens der Württembergischen Krone
- Großkreuz des Friedrichs-Ordens
- Großkreuz des königlich-bayerischen Kronenordens
- Großkreuz des russischen St. Annenordens
- Dr. h. c. der juristischen Fakultät der Universität Tübingen
- 1900 Württembergischer Olga-Orden

## Veröffentlichungen
- Verwaltungsedikt für die Gemeinden, Oberämter und Stiftungen vom 1. März 1822 nebst den dasselbe abändernden und ergänzenden Gesetzen. Kohlhammer-Verlag, Stuttgart 1891
- Handbuch der württembergischen Gesetzgebung und Verwaltung der Gemeinden, Amtskörperschaften und Stiftungen. Kohlhammer-Verlag, Stuttgart 1893